# Verdicenan Kadin
Saliha Verdicenan Kadın (turco ottomano: وردجنان قادین, lett. "la devota" e "decisione del cuore" o "giuria del cuore"; Sukhumi, 1825 – Istanbul, 9 dicembre 1889) è stata una principessa abcasa e una consorte del sultano ottomano Abdülmecid I.

## Origini
Verdicenan nacque nel 1825 a Sukhumi, in Abcasia. Il suo nome di nascita era principessa Saliha Hanim, della nobile famiglia abcasa degli Açba.
Suo padre era il principe Kaytuk Giorgi Bey Açba e sua madre la sua consorte Yelizaveta Hanım. Aveva due fratelli maggiori, il principe Ahmed Bey e il principe Islam Musa Bey; due sorelle maggiori, la principessa Peremrüz Hanım e la principessa Embruvaz Hanım; e un fratello minore, il principe Mehmed Bey.
Da bambina, venne mandata alla corte del sultano ottomano Abdülmecid I con le sue sorelle perché venisse educata. Entrò a servizio di Bezmiâlem Sultan, madre del sultano e Valide Sultan. Qui, come da regola, cambiò nome, assumendo quello di Verdicenan Hanim. 

## Consorte imperiale
Nel 1844 venne selezione da Bezmiâlem Sultan per diventare una delle consorti di suo figlio Abdülmecid, perché originaria di una regione della Georgia come la Valide stessa, che favoriva ragazze di quella regione. 
Inizialmente le fu dato il rango di "Sesta Consorte" e assunse il titolo di Verdicenan Kadın. Nel 1845, nel 1851 e nel 1852 venne via via promossa fino al rango di "Terza Consorte".
Diede ad Abdülmecid un figlio e una figlia e, inoltre, adottò una delle sue figlie con un'altra consorte, che aveva perso la madre nel 1861, Mediha Sultan.
Verdicenan era nota per il suo stile di vita lussuoso e il suo senso dello stile. Indossava solo abiti importati dall'Europa, indossava gioielli particolarmente lussuosi e non usciva mai se non era accompagnata da almeno dieci dame. Fra queste, c'era Leyla Gülefşan Açba, una sua nipote che sarebbe poi diventata una nota poetessa e scrittrice, e Ayşe Zatimelek Hanım, che sarebbe diventata la quinta consorte di uno dei figli di Abdülmecid I, Şehzade Selim Süleyman.

## Vedovanza
Dopo la morte di Abdülmecid nel 1861 si ritirò a Palazzo Feriye.
Nel 1879 aiutò sua figlia adottiva, Mediha, a convincere il sultano Abdülhamid II, fratellastro della ragazza, perché le concedesse di sposare l'uomo di cui era innamorata piuttosto che combinarle il matrimonio. Grazie anche all'appoggio di Rahime Perestu Sultan, madre adottiva di Abdülhamid, Mediha si vide esaudire la sua richiesta. 

## Morte
Verdicenan Kadın morì a Palazzo Feriye il 9 dicembre 1889. Venne sepolta nella Yeni Cami. 

## Discendenza
Da Abdülmecid I, Verdicenan ebbe un figlio e una figlia:
- Münire Sultan (9 dicembre 1844 - 29 giugno 1862). Si sposò due volte ed ebbe un figlio.
- Şehzade Ahmed Kemaleddin (16 luglio 1848 - 25 aprile 1905). Ebbe una moglie e due figlie.

Oltre a questi, nel 1861 adottò la figlia di Abdülmecid I e Gülistu Kadın, che aveva perso la madre:
- Mediha Sultan (30 luglio 1856 - 9 novembre 1928). Si sposò due volte ed ebbe un figlio.

## Cultura popolare
- Verdicenan è un personaggio del romanzo storico del 2009 di Hıfzı Topuz Abdülmecit: İmparatorluk Çökerken Sarayda 22 Yıl: Roman[17].